# Kalanag (Berg)
Die Kalanag (andere Schreibweise: Kala Nag; alternativer Name: Black Peak englisch für „schwarzer Gipfel“) ist ein 6387 m hoher Berg im indischen Bundesstaat Uttarakhand im westlichen Garhwal-Himalaya.
Der Berg befindet sich im Distrikt Uttarkashi auf der östlichen Seite des Bandarpunchgletschers, der in nördlicher Richtung zum Ruinsara Gad strömt. 3,2 km südsüdwestlich liegt der Bandarpunch (6316 m).
Der Kalanag wurde im Jahr 1955 von J.M.T. Gibson über die Nordwestflanke erstbestiegen.